# Colonia Itapebí
Colonia Itapebí es una localidad uruguaya del departamento de Salto. 

## Geografía
La localidad se encuentra ubicada en la zona centro-oeste del departamento de Salto, sobre la cuchilla del Daymán, al norte del arroyo Itapebí Grande y sobre la ruta 31 en su km 55. Dista 55 km de la ciudad de Salto.

## Población
Según el censo de 2011 la localidad contaba con una población de 460 habitantes.
| 234           | 371 | 460 |
| (Fuente: INE) |     |     |